# 犹大山脉

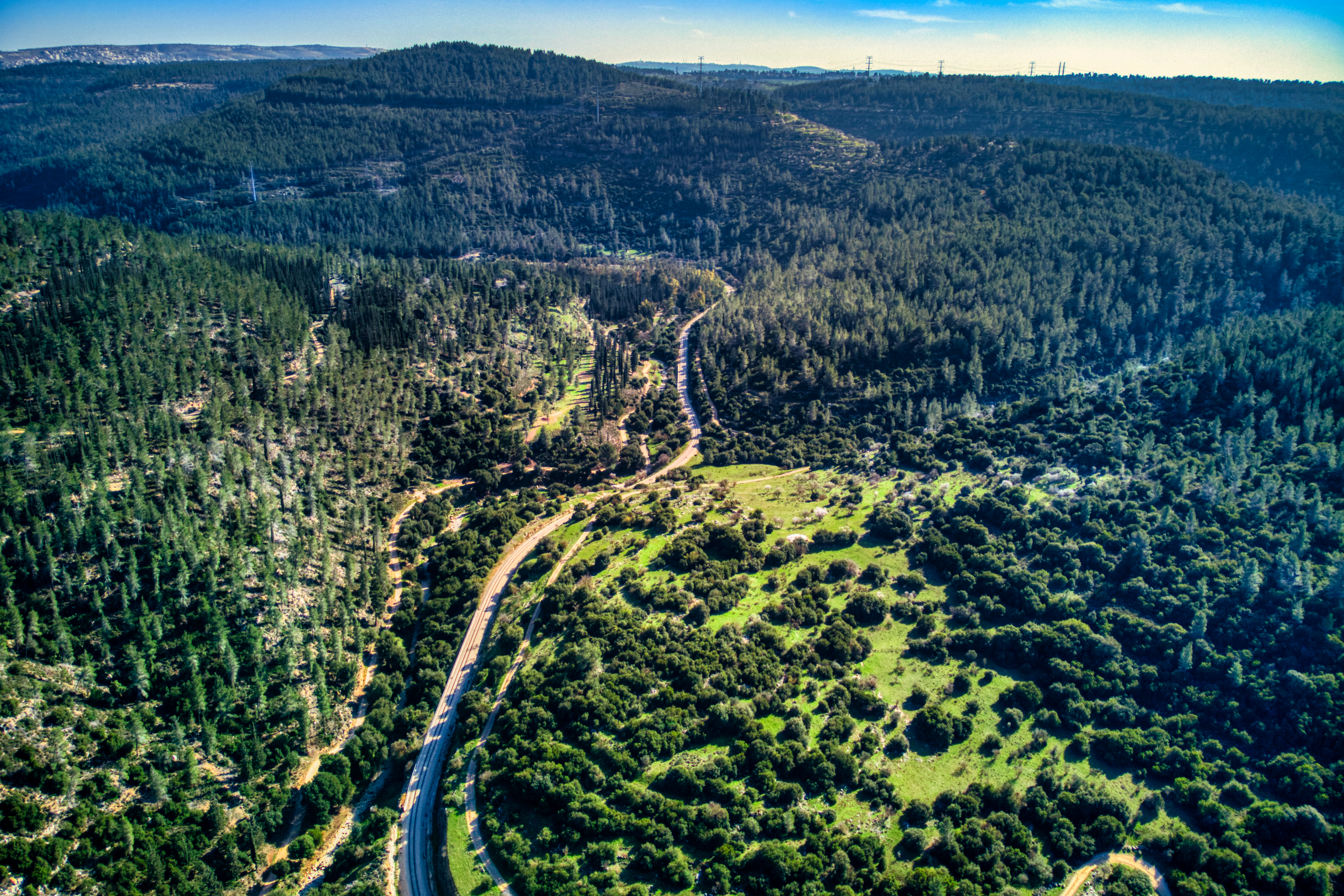
犹大山脉

犹大山脉又稱犹大丘陵（希伯來語：‎）、希伯伦山脉（阿拉伯语：‎），是位于以色列和約旦河西岸地區的一座山脉，耶路撒冷、希伯伦和其他几座圣经裡面提到的城市均位于该山脉周邊。山脈的最高峰海拔為1,026（3,366英尺）。
犹大山脉也是猶大王國的核心區域，最早的犹太人定居点就位於犹大山脉。